# Okręg wyborczy Bruce
Okręg wyborczy Bruce (ang. Division of Bruce) – jedmandatowy okręg wyborczy do Izby Reprezentantów Australii, położony w południowo-wschodniej części Melbourne. Jego patronem jest były premier Australii Stanley Bruce. Pierwsze wybory w okręgu odbyły się w 1955, na dwanaście lat przed śmiercią Bruce’a, co stanowiło bardzo rzadki przykład nazwania australijskiego okręgu wyborczego imieniem osoby żyjącej.  

## Lista posłów
| okres urzędowania | poseł         | przynależność              |
| ----------------- | ------------- | -------------------------- |
| 1955-1983         | Billy Snedden | Liberalna Partia Australii |
| 1983-1990         | Ken Aldred    | Liberalna Partia Australii |
| 1990-1996         | Julian Beale  | Liberalna Partia Australii |
| 1996-2016         | Alan Griffin  | Australijska Partia Pracy  |
| od 2016           | Julian Hill   | Australijska Partia Pracy  |

źródło: 